# Zyginidia karadenizicus
Zyginidia karadenizicus är en insektsart som beskrevs av Kalkandelen 1985. Zyginidia karadenizicus ingår i släktet Zyginidia och familjen dvärgstritar. Inga underarter finns listade i Catalogue of Life.